# Железничка станица Кисач
Железничка станица Кисач је једна од железничких станица на прузи Београд—Суботица. Налази се у насељу Кисач у градској општини Нови Сад у граду Новом Саду. Пруга се наставља у једном смеру ка Змајеву, у другом према Новом Саду и у трећем према Нови Сад ранжирној. Железничка станица Кисач састоји се из 9 колосека.